# Reserva de Ziama
A Reserva de Ziama está localizada no sudeste da Guiné, na fronteira com a Libéria, a cerca de 100 quilômetros da cidade de N’Zérékoré. A reserva compreende o Maciço de Ziama, e é composto por floresta tropical úmida.